# Ptačí zob
Ptačí zob (Ligustrum) je rod rostlin patřící do čeledi olivovníkovité (Oleaceae).

## Některé druhy
- ptačí zob vejčitolistý (Ligustrum ovalifolium)
- ptačí zob obecný (Ligustrum vulgare)

## Použití
Ptačí zob lze v ČR použít jako okrasné rostliny. Keře mohou být použity do skupin, jako solitéra se používají pouze pestrolisté kultivary.
Ptačí zob je pro člověka nejedlý. Pro ptactvo ano, jelikož ptáci snesou až 1000krát větší množství jedu než člověk.[zdroj⁠?!]
Ptačí zob také předkládají chovatelé strašilek svým miláčkům druhu Peruphasma schultei.[zdroj⁠?!]